# Tami Kiuru
Tami Petri Antero Kiuru (Vantaa, 13 settembre 1976) è un ex saltatore con gli sci finlandese.

## Biografia
In Coppa del Mondo ha esordito il 27 marzo 1993 nella gara a squadre di Planica (8°), ma ha iniziato a gareggiare stabilmente solo nel 1999. Ha ottenuto la prima vittoria, nonché primo podio, il 17 marzo 2001 sul medesimo trampolino, sempre in una gara a squadre.
In carriera ha preso parte a un'edizione dei Giochi olimpici invernali, Torino 2006 (31° nel trampolino normale, 18° nel trampolino lungo, 2° nella gara a squadre), a due dei Campionati mondiali, vincendo due medaglie), e a due dei Mondiali di volo, vincendo tre medaglie.

## Palmarès

### Olimpiadi
- 1 medaglia:
  - 1 argento (gara a squadre a Torino 2006)

### Mondiali
- 2 medaglie:
  - 1 oro (gara a squadre a Val di Fiemme 2003)
  - 1 argento (gara a squadre dal trampolino lungo a Oberstdorf 2005)

### Mondiali di volo
- 3 medaglie:
  - 2 argenti (gara a squadre a Planica 2004; gara a squadre a Tauplitz 2006)
  - 1 bronzo (individuale a Planica 2004)

### Coppa del Mondo
- Miglior piazzamento in classifica generale: 16º nel 2004
- 12 podi (3 individuali, 9 a squadre):
  - 4 vittorie (1 individuale, 3 a squadre)
  - 6 secondi posti (1 individuale, 5 a squadre)
  - 2 terzi posti (1 individuale, 1 a squadre)

#### Coppa del Mondo - vittorie
| Data             | Località         | Nazione  | Trampolino                                                                     |
| ---------------- | ---------------- | -------- | ------------------------------------------------------------------------------ |
| 17 marzo 2001    | Planica          | Slovenia | Letalnica K185 (con Veli-Matti Lindström, Jussi Hautamäki e Risto Jussilainen) |
| 21 marzo 2003    | Planica          | Slovenia | Letalnica K185 (con Matti Hautamäki, Veli-Matti Lindström e Janne Ahonen)      |
| 14 dicembre 2003 | Titisee-Neustadt | Germania | Hochfirst K120                                                                 |
| 5 febbraio 2006  | Willingen        | Germania | Mühlenkopf HS145 (con Matti Hautamäki, Janne Ahonen e Janne Happonen)          |

#### Nordic Tournament
- 1 podo di tappa[1]:
  - 1 terzo posto